# Tipula (Lunatipula) simova
Tipula (Lunatipula) simova is een tweevleugelige uit de familie langpootmuggen (Tipulidae). De soort komt voor in het Palearctisch gebied.